# Toni Kroos
Toni Kroos (* 4. Januar 1990 in Greifswald) ist ein ehemaliger deutscher Fußballspieler.
Der zentrale Mittelfeldspieler begann beim Greifswalder SC und Hansa Rostock mit dem Fußballspielen, ehe er im Alter von 16 Jahren zum FC Bayern München wechselte. Nach einer eineinhalbjährigen Leihe zu Bayer 04 Leverkusen gelang Kroos beim deutschen Rekordmeister ab der Saison 2010/11 der Durchbruch. Mit dem FC Bayern wurde er jeweils dreimal deutscher Meister und deutscher Pokalsieger. 2013 gewann er mit dem Verein das Triple aus Meisterschaft, Pokal- und Champions-League-Sieg.
2014 wechselte Kroos zu Real Madrid. Mit den Königlichen wurde er u. a. viermal spanischer Meister und fünfmal Champions-League-Sieger. Mit dem Sieg im Champions-League-Finale 2024, dem letzten Vereinsspiel seiner Karriere, errang Kroos seinen insgesamt sechsten Titel, womit er gemeinsam mit Francisco Gento sowie seinen langjährigen Mitspielern Dani Carvajal, Luka Modrić und Nacho zum Rekordsieger des Wettbewerbs wurde.
Kroos spielte von 2010 bis Juli 2024 – mit einer Unterbrechung von Mitte 2021 bis Anfang 2024 – für die deutsche Nationalmannschaft. Mit ihr nahm er an drei Welt- (2010, 2014, 2018) und vier Europameisterschaften (2012, 2016, 2021, 2024) teil. Dabei wurde er 2014 in Brasilien Weltmeister. Kroos  hat in der Liste der DFB-Fußballnationalspieler die siebtmeisten Länderspieleinsätze. Nach der EM 2024 beendete er im Alter von 34 Jahren seine Karriere.
Gemeinsam mit Thomas Müller und Manuel Neuer ist er mit 34 gewonnenen Titeln der erfolgreichste deutsche Fußballspieler.

## Vereine

### Jugend
Toni Kroos wuchs im Stadtteil Schönwalde im vorpommerschen Greifswald auf. Er erlernte das Fußballspielen beim Greifswalder SC unter seinem Vater Roland, der im Verein als Jugendtrainer arbeitete und früher selbst dort Fußball gespielt hatte. Seine Mutter Birgit Kämmer war zwischen 1981 und 1988 zehnmal DDR-Meisterin im Badminton (zwei Einzel- und acht Mannschaftstitel) mit der BSG Einheit Greifswald. Auch Tonis jüngerer Bruder Felix wurde später Profifußballer.
Im Jahr 2002 zog die Familie nach Rostock, als der Vater eine Anstellung als Jugendtrainer bei Hansa Rostock bekam. Toni und Felix Kroos traten daraufhin dem Nachwuchs der Rostocker bei. Toni Kroos fiel bei der Jugend von Hansa Rostock durch herausragende Leistungen auf und übersprang einige Jugendmannschaften. 2004 bekundete der FC Bayern München Interesse; Toni Kroos blieb vorerst in Rostock und wurde 2004/05 mit der B-Jugend deutscher Vizemeister. In Rostock besuchte Kroos die Sportförderklasse des früheren Ostseegymnasiums im Stadtteil Evershagen, das er mit der Mittleren Reife verließ.

### FC Bayern München
Im Sommer 2006 wechselte Kroos zum FC Bayern München und erhielt einen bis 2011 laufenden Amateurvertrag. Er prägte als Spielmacher das Spiel der U19-Mannschaft und führte sie in der Saison 2006/07 ins Finale um die deutsche A-Juniorenmeisterschaft, das mit 1:2 n. V. bei Bayer 04 Leverkusen verloren wurde. In der zweiten Hälfte der Saison 2006/07 trainierte er mit den Profis und bestritt auch einige Freundschaftsspiele mit der ersten Mannschaft. Deren Trainer Ottmar Hitzfeld übernahm Kroos zur Saison 2007/08 in den Profikader. Von da an trainierte er mit der ersten, spielte jedoch meist in der zweiten Mannschaft. In der Bundesliga stand er erstmals am 26. September 2007 (7. Spieltag) beim 5:0-Sieg im Heimspiel gegen Energie Cottbus im Kader, wobei er in der 72. Minute für Zé Roberto eingewechselt wurde und die Vorlagen zu den beiden letzten Toren von Miroslav Klose gab. Damit war Kroos mit 17 Jahren und 265 Tagen der jüngste Spieler, der bis dahin für den FC Bayern in der Bundesliga aufgelaufen war. Dieser Rekord wurde 2010 von David Alaba unterboten.
Am 4. Oktober 2007 kam Kroos beim Auswärtsspiel des FC Bayern München bei Belenenses Lissabon in der ersten Runde des UEFA-Pokals zu seinem Europapokal-Debüt, als er in der 81. Minute für Bastian Schweinsteiger eingewechselt wurde. Insgesamt kam er in seinem ersten Jahr zwölfmal in der Liga und sechsmal im Europapokal zum Einsatz, meist als Einwechselspieler. Auch im DFB-Pokal spielte er zweimal und stand im Aufgebot für das Pokalfinale, wurde aber nicht eingewechselt. Mit den Bayern gewann Kroos in dieser Saison das Double aus Meisterschaft und Pokal. Nach Vollendung seines 18. Lebensjahres wurde am 11. Januar 2008 sein Vertrag in einen Profivertrag mit einer Laufzeit bis zum 30. Juni 2012 umgewandelt.

### Bayer 04 Leverkusen
Zu Beginn der Saison 2008/09 stand Kroos unter dem neuen Trainer Jürgen Klinsmann mehrmals in der Startelf, konnte sich jedoch im Verlauf der Hinrunde nicht durchsetzen. Um Spielpraxis sammeln zu können, wurde er am 31. Januar 2009 für eineinhalb Jahre an Bayer 04 Leverkusen ausgeliehen. Dort konnte er sich in der Rückrunde zunächst keinen Stammplatz erarbeiten, nachdem er auch wegen einer Bänderverletzung erst mit Verspätung einsatzfähig gewesen war. Erst in den letzten vier Saisonspielen stand er in der Startelf. Zuvor hatte er am 18. April 2009 in der Partie beim VfL Wolfsburg sein erstes Bundesligator erzielt. 
In der neuen Saison 2009/10 stand er nach der Verletzung von Renato Augusto von Anfang an in der Stammformation. Er avancierte im Verlauf der Hinrunde zum Leistungsträger, sodass Karl-Heinz Rummenigge auf der Jahreshauptversammlung des FC Bayern München am 27. November 2009 bekannt gab, dass Kroos zur neuen Saison zu den Bayern zurückkehren werde. Am 19. Dezember 2009 erzielte Kroos beim 3:2-Sieg gegen Borussia Mönchengladbach mit den Toren zum 1:0 und zum 3:2 erstmals zwei Tore in einem Bundesligaspiel und hatte damit Anteil an der Herbstmeisterschaft seiner Mannschaft. Im Dezember 2009 wurde Kroos von den Lesern des Kicker-Sportmagazins zum Fußballer des Monats gewählt. Der Kicker kürte ihn außerdem am 19. Spieltag der Saison 2009/10 zum dritten Mal in Folge zum Mann des Tages, was es zuvor noch nie gegeben hatte. In der Rückrunde konnte Kroos seine guten Leistungen bestätigen und rückte ins Blickfeld von Bundestrainer Joachim Löw. Er spielte bis auf eine Gelbsperre alle Saisonspiele und war mit neun Toren drittbester Torschütze der Leverkusener, die am Ende Platz vier belegten.

### Rückkehr zum FC Bayern München

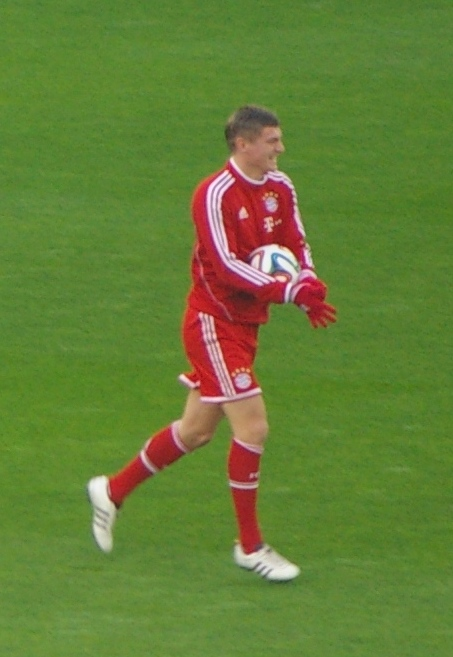
Kroos im Trikot des FC Bayern (2014)

Obwohl Leverkusen ihn gerne längerfristig gebunden hätte, kehrte Kroos zur Saison 2010/11 zum FC Bayern München zurück. Profitierend von den Verletzungen von Arjen Robben und Franck Ribéry rückte er schnell in die Startelf auf und blieb dort für den größten Teil der Hinrunde. Gesundheitliche Probleme sorgten nach der Winterpause für eine Zwangspause; die Rückrunde verlief daraufhin etwas wechselhafter. Ebenso erging es ihm bei seinen ersten Champions-League-Einsätzen. In den sechs Spielen vor der Winterpause spielte er von Beginn an, im Achtelfinale war er nur zu einem Kurzeinsatz gekommen, bevor die Münchner ausschieden. Vor Ablauf der Saison wurde Kroos’ Vertragslaufzeit vorzeitig um drei Jahre bis zum 30. Juni 2015 verlängert.
Die folgende Saison 2011/12  verlief sowohl für ihn als auch für den Verein erfolgreicher. In allen drei Saisonwettbewerben erreichte das Team Platz zwei, und Kroos bestritt bis auf drei Bundesliga-Partien und eine Champions-League-Partie alle Spiele.
Am 2. April 2013 erlitt Kroos im Viertelfinalspiel der Champions League gegen Juventus Turin einen doppelten Muskelbündelriss und fiel damit für den Rest der Saison aus. Dennoch hatte er bis dahin Anteil am Erfolg des FC Bayern München in der Saison 2012/13, die mit dem Triple endete.
Am 30. August 2013 gewann er mit den Bayern den europäischen Supercup gegen den FC Chelsea. In der Saison 2013/14 gewann er mit Bayern erneut das Double. In 173 Erstligaspielen in Deutschland für Bayern und Bayer hatte der Mittelfeldspieler 23 Tore erzielt.

### Real Madrid
Nachdem sich Kroos mit dem FC Bayern nicht auf eine Verlängerung seines bis 2015 laufenden Vertrages hatte einigen können, wechselte er zur Saison 2014/15 zu Real Madrid in die spanische Primera División und unterschrieb dort einen Sechsjahresvertrag. Sein erstes Pflichtspiel für Real Madrid bestritt er am 12. August 2014 in Cardiff im Spiel um den UEFA Super Cup, das er mit seiner Mannschaft mit 2:0 gegen den FC Sevilla gewann. Am ersten Spieltag debütierte er für Real Madrid in der Primera División beim 2:0-Heimsieg gegen den FC Córdoba, zu dem er mit dem von ihm getretenen und von Karim Benzema verwerteten Eckstoß zum 1:0 beitrug. Sein erstes Ligator erzielte er am 11. Spieltag beim 5:1-Heimsieg gegen Rayo Vallecano. Kroos konnte sich bei Real, trainiert von Carlo Ancelotti, auf Anhieb einen Stammplatz im Mittelfeld sichern. Im Dezember gewann er mit seinem neuen Verein die Klub-Weltmeisterschaft in Marokko durch ein 2:0 gegen San Lorenzo aus Argentinien. Das Finale fand im Stade de Marrakech statt, in dem er ein Jahr zuvor mit dem FC Bayern die Klub-WM gewonnen hatte. Weitere Titel gab es in seiner ersten Saison bei Real nicht. In der Liga wurde er Zweiter hinter dem FC Barcelona, in der Champions League scheiterte Real als Titelverteidiger im Halbfinale an Juventus Turin und im nationalen Pokal im Achtelfinale am Stadtrivalen Atlético Madrid. Nach Saisonende wurde Ancelotti durch Rafael Benítez ersetzt. Kroos konnte auf eine gute erste Saison bei Real zurückblicken, in der er bei nahezu allen Spielen in der Startelf gestanden hatte.
In der Saison 2015/16 mussten Kroos und Real in der Liga wieder dem FC Barcelona den Vortritt lassen und im nationalen Pokal wurde Real gar disqualifiziert, weil beim Spiel gegen den Drittligisten FC Cádiz ein gelbgesperrter Spieler zum Einsatz gekommen war. Trainer Benítez wurde bereits im Winter durch Zinédine Zidane ersetzt. International verlief die Saison erfolgreicher. In der Champions League marschierte Real problemlos ins Viertelfinale, verlor dort das Hinspiel beim VfL Wolfsburg mit 0:2, kam durch ein 3:0 im Rückspiel trotzdem weiter und schaltete im Halbfinale dann Manchester City aus. Im Finale wartete der Nachbar Atlético Madrid. Das Spiel wurde im Elfmeterschießen gewonnen, Kroos stand zu dem Zeitpunkt jedoch nicht mehr auf dem Platz, sondern war in der 72. Minute aus taktischen Gründen gegen Isco ausgewechselt worden. In dieser Saison stand Kroos zwar ebenfalls meist in der Startelf, konnte aber nicht an seine Leistungen aus der Vorsaison anknüpfen und stand bisweilen in der Kritik.

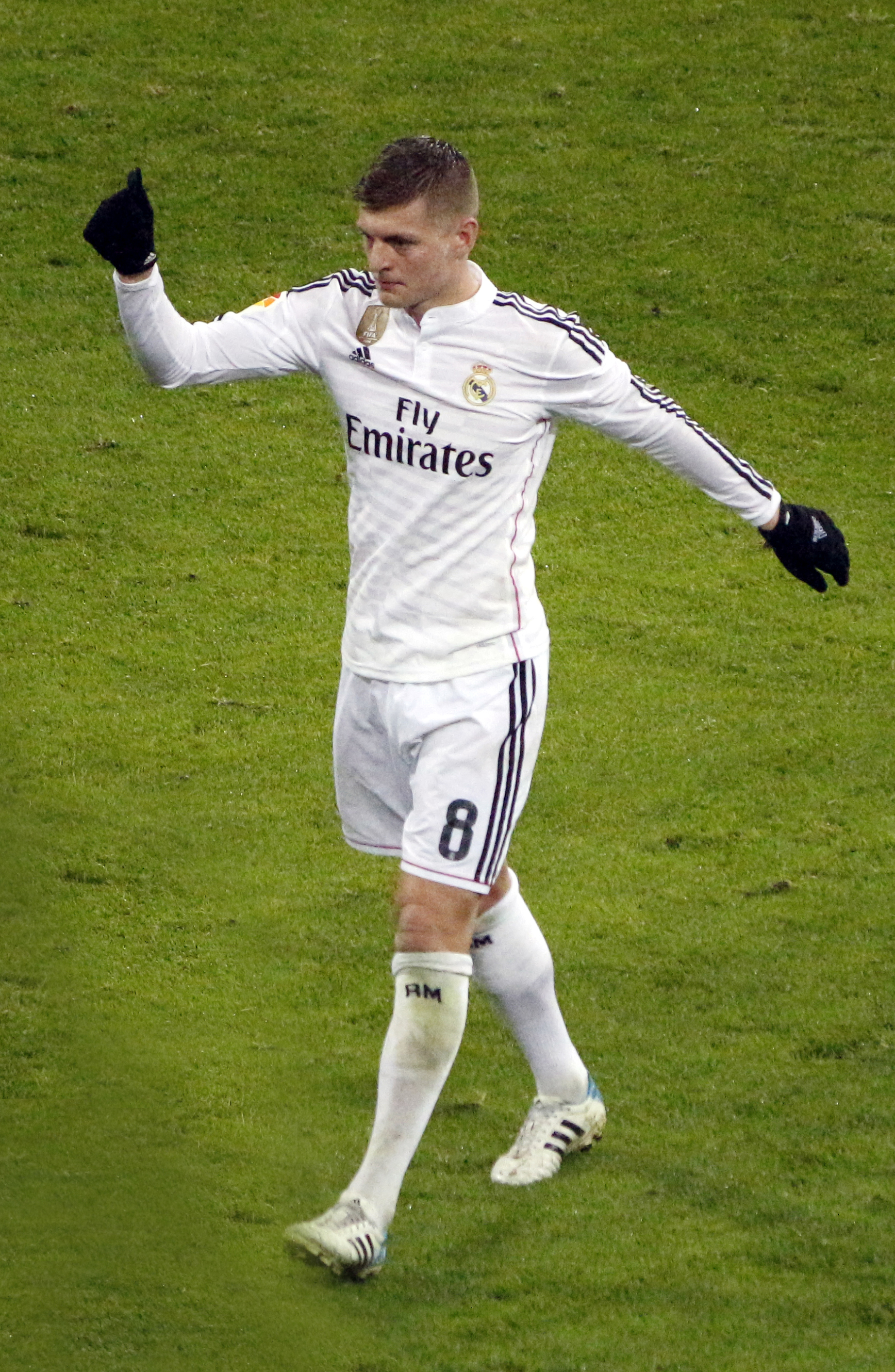
Kroos im Trikot von Real Madrid (2015)

Am 12. Oktober 2016 verlängerte er seine Vertragslaufzeit bei Real vorzeitig bis zum Jahr 2022. In der Saison 2016/17 gewann Real nach fünf Jahren wieder die spanische Meisterschaft. Kroos trug mit drei Toren in 29 Spielen dazu bei, fiel im Herbst jedoch mehrere Wochen verletzt aus. Auch bei der Klub-WM in Japan gewann Real mit Kroos den Titel. Im nationalen Pokal schied er mit der Mannschaft im Viertelfinale gegen Celta Vigo aus. In der Champions League traf er im Viertelfinale auf seinen ehemaligen Verein Bayern München, Real kam in der Verlängerung weiter. Im Halbfinale wurde Atlético Madrid ausgeschaltet und auch im Finale in Cardiff gegen Juventus Turin war Kroos dabei. Mit einem 4:1 wurde der Champions-League-Titel verteidigt.
Die Saison 2017/18 verlief in der Liga für Kroos und seinen Verein enttäuschend. Am Saisonende landete man mit 17 Punkten Rückstand auf Meister Barcelona auf Platz drei. Toni Kroos kam hier auf 27 Spiele und fünf Tore und fehlte mehrfach aufgrund von Verletzungen. Im nationalen Pokal schied Real im Viertelfinale gegen den Vorstadtverein CD Leganés aus. In jenem Wettbewerb wurde Kroos in jedem der insgesamt sechs Spiele geschont, nicht so jedoch beim nationalen und internationalen Supercup sowie der Klub-WM, die allesamt gewonnen wurden. Auch in der Champions League war Kroos fast immer dabei. Im Viertelfinale gegen Juventus Turin und im Halbfinale gegen Bayern München kam Real Madrid jeweils knapp weiter und im Finale in Kiew, das mit 3:1 gegen den FC Liverpool gewonnen wurde, verteidigte er mit Real Madrid den Titel zum zweiten Mal nacheinander.
Im April 2020 beklagte Kroos den von Real beschlossenen Lohnverzicht im Zuge der Corona-Krise. Für ihn sei das, „wie eine Spende ins Nichts oder an den Verein, wobei es hier (bei Real Madrid) nicht nötig ist.“ Bei seinem Jahresgehalt von 21 Mio. € muss Kroos pro Monat für den Verein auf 175.000 € verzichten. Nach öffentlich geäußerter Kritik erklärte sich Kroos auf Spanisch via Twitter und betonte: „Wenn wir den Mitarbeitern und in Bereichen des Klubs helfen können, betrachte ich es als logisch, einen Teil unseres Gehalts aufzugeben.“ Seinen 2023 auslaufenden Vertrag bei Real verlängerte Kroos im Juni 2023 um ein weiteres Jahr. Beim 3:2-Sieg beim SSC Neapel am 3. Oktober 2023 absolvierte er als erster deutscher Spieler seinen 100. Champions-League-Einsatz für einen ausländischen Verein.
Am 1. Juni 2024 gewann er mit Real Madrid das UEFA-Champions-League-Finale mit 2:0 gegen Borussia Dortmund und sicherte sich nach 2013 (damals als Spieler des FC Bayern München), 2016, 2017, 2018 und 2022 seine sechste Trophäe des Wettbewerbs. Somit ist er einer von fünf Spielern, die die Champions League sechsmal gewannen. Das Tor zum zwischenzeitlichen 1:0 durch Dani Carvajal legte Kroos per Ecke auf.
Das Finale war sein letztes Spiel auf Vereinsebene, denn zum Ende der Saison 2023/24 kündigte Kroos sein Karriereende nach der Europameisterschaft im Sommer in Deutschland an.

## Nationalmannschaft

### U-Nationalmannschaften
Kroos spielte für drei der sieben Jugend-Nationalmannschaften des DFB und kam dabei auf insgesamt 49 Einsätze. Erstmals wurde er in der U-17-Auswahl eingesetzt, die er bei der U-17-Weltmeisterschaft 2007 in Südkorea als Kapitän zum dritten Platz des Turniers führte. Im Anschluss wurde Kroos mit 26 Prozent der Stimmen vor dem Nigerianer Macauley Chrisantus (25 Prozent) zum besten Spieler des Turniers gewählt. Außerdem erzielte er fünf Tore und gab vier Vorlagen, was ihn zum drittbesten Torschützen und zum besten Scorer des Turniers machte.
Im August 2008 nominierte ihn der damalige U-21-Trainer Dieter Eilts im Alter von 18 Jahren erstmals für die U-21-Auswahl. Für diese gab er am 5. September 2008 sein Debüt, als er im Spiel gegen Nordirland in der Startformation stand und gleich ein Tor erzielte. Am 27. März 2009 wurde Kroos erstmals auch in der U-19-Nationalmannschaft eingesetzt und erzielte drei Tore. Dabei war Kroos von U-21-Nationaltrainer Horst Hrubesch zum jüngeren Jahrgang zurückversetzt worden, um nach einer Sprunggelenkverletzung Spielpraxis zu sammeln. Die Teilnahme an der U-20-Weltmeisterschaft in Ägypten im September 2009 sagte Kroos allerdings ab, da Bayer Leverkusen ihn nicht während der Saison freistellen wollte.

### A-Nationalmannschaft

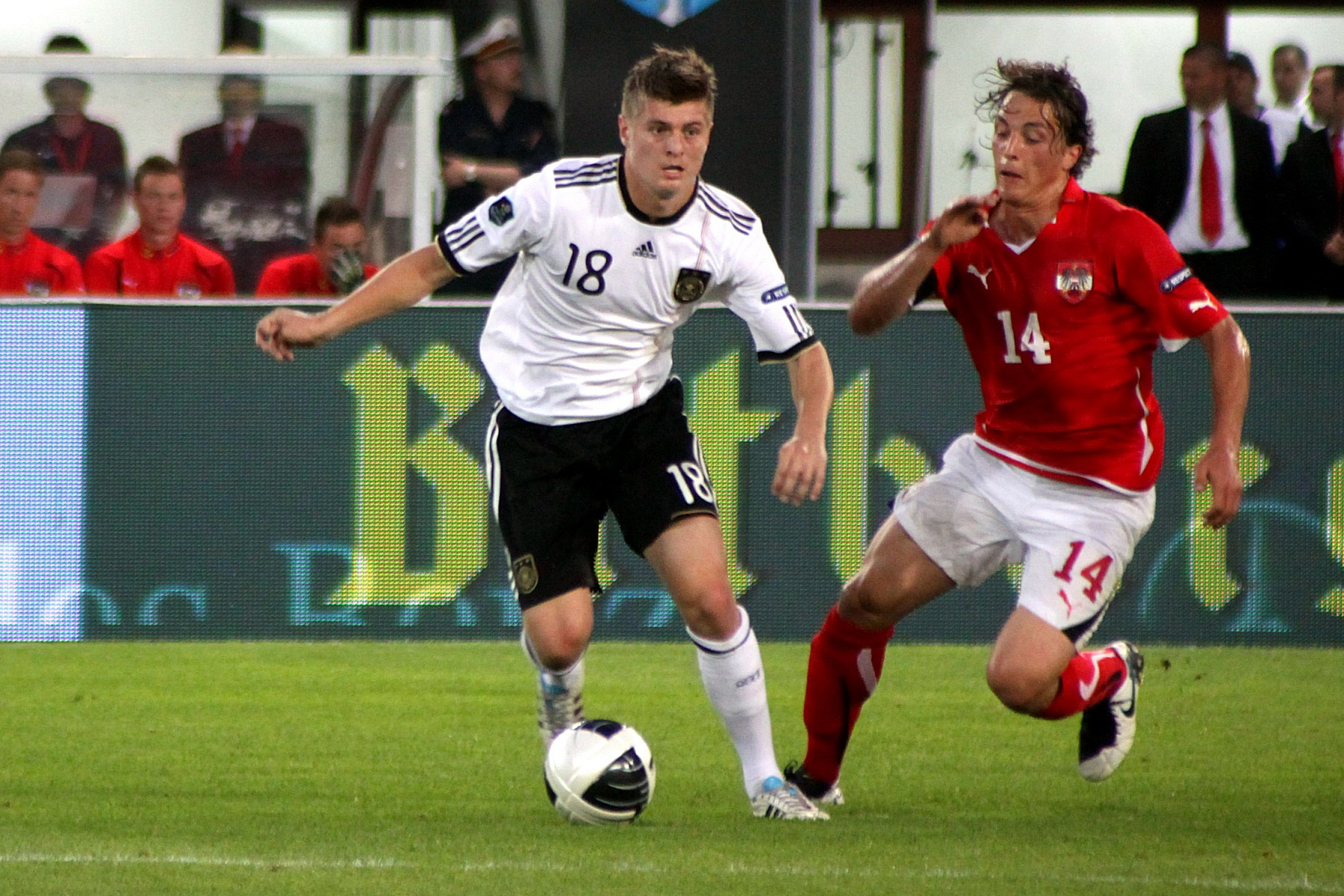
Toni Kroos in einer Spielszene im Länderspiel Österreich-Deutschland (1:2) am 3. Juni 2011 in Wien

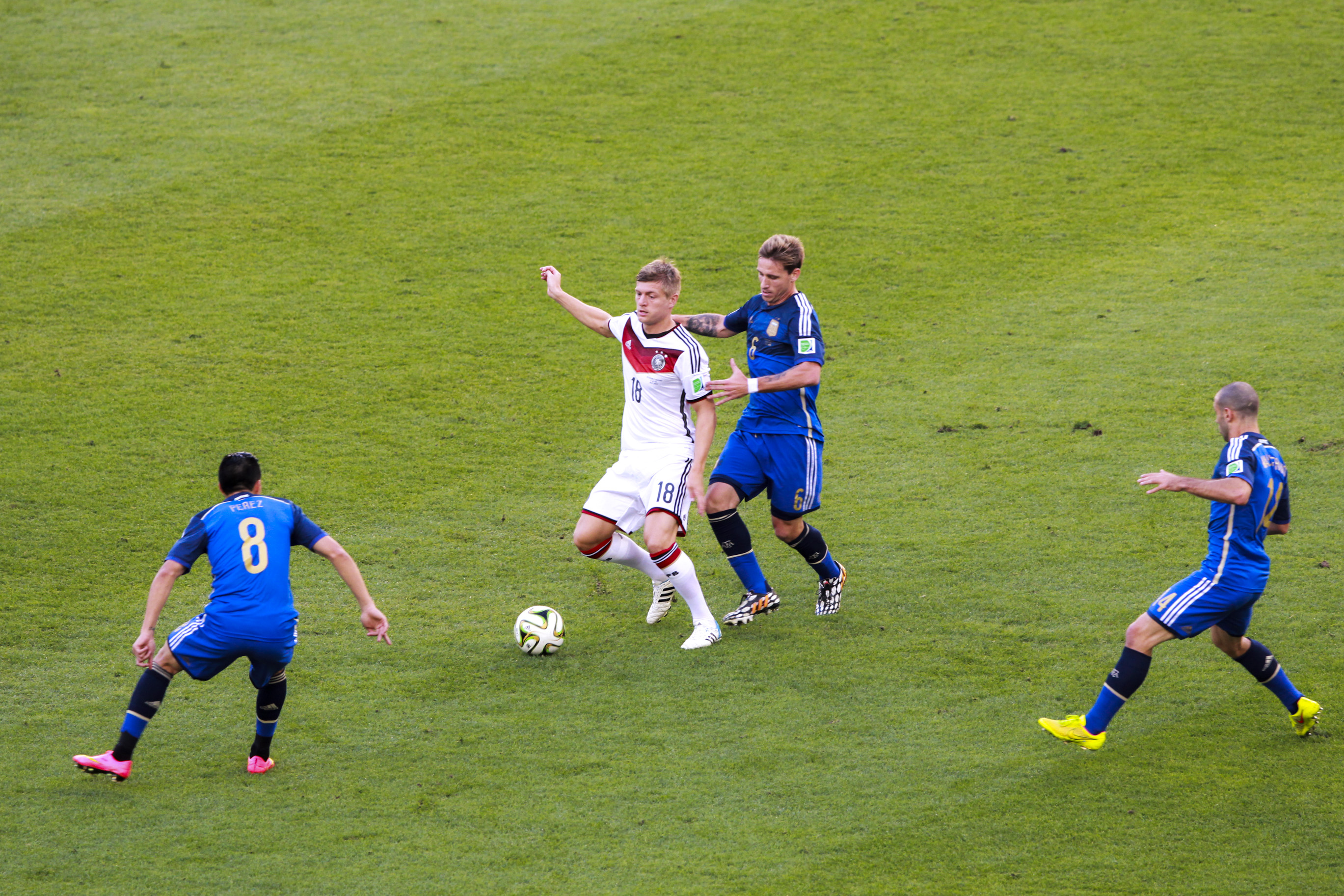
Kroos während des WM-Finals 2014 gegen Enzo Pérez, Lucas Biglia und Javier Mascherano (von links)

Am 21. Januar 2010 wurde Kroos anlässlich eines Leistungstests im Hinblick auf die anstehende Weltmeisterschaft 2010 in Südafrika von Bundestrainer Joachim Löw erstmals in den Kreis der A-Nationalmannschaft berufen. Danach gab er am 3. März desselben Jahres sein A-Länderspieldebüt, als er bei der 0:1-Niederlage im Freundschaftsspiel gegen Argentinien in der 67. Spielminute für Thomas Müller – ebenfalls Debütant an diesem Abend – eingewechselt wurde. Drei weitere Einsätze absolvierte er in der WM-Vorbereitung, zwei davon von Beginn an. Am 6. Mai wurde Kroos schließlich als jüngster Spieler in den Weltmeisterschafts-Kader berufen. Im Turnierverlauf kam er zu insgesamt vier Einsätzen, wobei er jeweils in der zweiten Halbzeit eingewechselt wurde. Bei der 0:1-Niederlage im Halbfinale gegen Spanien hatte Kroos kurz nach seiner Einwechslung die einzige klare Torchance auf deutscher Seite, als er im Strafraum unbedrängt zum Schuss kam, jedoch an Spaniens Torwart Iker Casillas scheiterte.
Auch nach der Weltmeisterschaft wurde er weiterhin von Bundestrainer Löw aufgeboten. Von 2010 bis 2011 wurde er in acht der zehn EM-Qualifikationsspiele eingesetzt, die alle gewonnen wurden, sechsmal davon stand er in der Startelf. Seinen ersten A-Länderspieltreffer erzielte Kroos in einem Freundschaftsspiel gegen Polen am 6. September 2011, als er in der 68. Spielminute einen Strafstoß zum zwischenzeitlichen 1:1-Ausgleich verwandelte. Danach gehörte er auch in der Vorbereitung auf die Europameisterschaft 2012 in Polen und der Ukraine zur ersten Elf und wurde für das deutsche Europameisterschafts-Aufgebot nominiert. Im Turnier fiel er dann jedoch aus der Stammformation und kam in der Gruppenrunde nur zu drei Kurzeinsätzen, im Viertelfinale wurde er gar nicht eingesetzt. Im Halbfinale gegen Italien wurde er dann überraschend von Trainer Löw aufgestellt, um taktisch gegen das gegnerische Mittelfeld vorzugehen. Doch das Konzept ging nicht auf, bereits zur Halbzeit hatte Italien zwei Tore erzielt und das Spiel endete mit einer 1:2-Niederlage.
Im Anschluss an die Europameisterschaft gehörte Kroos weiterhin zum erweiterten Stammaufgebot der Nationalmannschaft. Zwischen 2012 und 2013 kam er in sieben der zehn WM-Qualifikationsspiele zum Einsatz, er erzielte dabei drei Tore und bereitete drei Treffer vor. Am 2. Juni 2014 wurde er von Bundestrainer Löw in den Kader für die Weltmeisterschaft 2014 in Brasilien berufen. In veränderter Position als Spielmacher stand er in allen Spielen in der Startelf. Bereits nach dem 4:0-Sieg im ersten Vorrundenspiel gegen Portugal wurde er von den brasilianischen Medien Garçon (deutsch: „Kellner“) getauft, da er nahezu alle Pässe präzise vom Mittelfeld aus verteilte und zwei Tore vorbereitete. Beim 7:1-Sieg im Halbfinalspiel gegen Gastgeber Brasilien wurde er zum Man of the Match gewählt, nachdem er zwei Tore selbst erzielt hatte und an zwei weiteren Treffern beteiligt war. Er erzielte diese zwei Tore innerhalb von 69 Sekunden; ein Rekord der Weltmeisterschaft. Am 13. Juli 2014 gewann Kroos mit der Nationalmannschaft nach einem 1:0-Finalsieg über Argentinien den Weltmeistertitel. Aufgrund seiner Leistungen im Turnierverlauf wurde er in die Index Top 11 der Weltmeisterschaft 2014 aufgenommen. Kroos ist der erste und einzige Fußball-Weltmeister, der in der DDR geboren ist.
Bei der Europameisterschaft 2016 in Frankreich war er Teil des deutschen Aufgebots. Er spielte alle Turnierpartien über die komplette Spielzeit und bereitete im ersten Spiel gegen die Ukraine das erste Turniertor für die Deutschen vor. Im Viertelfinalspiel gegen Italien war er im Elfmeterschießen der erste deutsche Schütze. Das Team schied im Halbfinale gegen Frankreich aus. Nach dem Turnier wurde er als einer von drei deutschen Spielern in die „Mannschaft des Turniers“ gewählt.
Bei der Weltmeisterschaft 2018 spielte Kroos in allen drei Gruppenspielen über die volle Distanz.
Im zweiten Gruppenspiel gegen Schweden stand es lange Zeit 1:1, ehe Toni Kroos in der fünften Minute der Nachspielzeit einen Freistoß ins rechte Lattenkreuz zirkelte und Deutschland damit auf die Siegerstraße brachte. Nach der 0:1-Auftaktniederlage gegen Mexiko hatte man einen Sieg gebraucht, um es aus eigener Kraft ins Achtelfinale zu schaffen. Im darauf folgenden Spiel gegen Südkorea (0:2) schaffte man es allerdings nicht, den notwendigen Sieg zu erringen und ins Achtelfinale vorzustoßen. Somit schied die deutsche Nationalmannschaft erstmals bei einer WM bereits in der Vorrunde aus.
Nach der WM fiel Kroos mit einem Statement zum Rücktritt von Mesut Özil aus der Nationalmannschaft auf: Özil hätte „als Fußballer einen besseren Abgang verdient“ gehabt. „Die Art und Weise seines Rücktritts war aber nicht in Ordnung. Der Anteil, der in seiner Erklärung gut und richtig angesprochen wird, wird leider durch den wesentlich höheren Anteil an Quatsch überschattet.“ Den Rassismus-Vorwurf Özils wies er zurück: Er denke, dass Özil wisse, dass es Rassismus in der Nationalmannschaft nicht gebe. Das Gegenteil sei der Fall: „Wir setzen uns ja immer wieder aus Überzeugung für Vielfalt und Integration ein. Mesut war dafür ein gutes Beispiel, wie viele andere unserer Mitspieler auch.“ Die Auswirkung der Affäre Mesut Özils und İlkay Gündoğans um das Treffen mit dem türkischen Präsidenten Recep Tayyip Erdoğan kurz vor den türkischen Parlamentswahlen, bei dem auch ein Foto mit dem Präsidenten geschossen wurde, auf das Abschneiden der Nationalmannschaft bei der WM sah er als gering an: Aus seiner Sicht „wäre es peinlich, sich als Mannschaft hinter dieser – hauptsächlich öffentlich ausgetragenen – Debatte zu verstecken und dies mit als Grund für das Abschneiden zu nennen.“
Am 13. Oktober 2020 in Köln beim 3:3-Unentschieden in der Nations League gegen die Schweiz kam Kroos zu seinem 100. Einsatz für die DFB-Auswahl.
Mit der deutschen Auswahl erreichte er bei der Europameisterschaft 2021 das Achtelfinale, in dem Deutschland gegen England ausschied. Kroos kam in allen vier Spielen über die volle Spielzeit zum Einsatz. Nach dem Ausscheiden der deutschen Mannschaft aus dem Turnier erklärte Kroos, seine Nationalmannschaftskarriere zu beenden. Bis dahin hatte er 106 Länderspiele, in denen er 17 Tore erzielte, bestritten.
Im Februar 2024 kündigte Kroos im Hinblick auf die Europameisterschaft 2024 im eigenen Land sein Comeback in der Nationalmannschaft an, nachdem Bundestrainer Julian Nagelsmann ihm mehrere Monate zuvor eine Rückkehr in das DFB-Team angeboten hatte. Das erste Spiel nach seiner mehr als zweijährigen Länderspielpause, ein Freundschaftsspiel gegen Frankreich, konnte die DFB-Elf mit 2:0 gewinnen.
Bei der EM kam Kroos in allen fünf Spielen in der Startelf zum Einsatz. Die Deutsche Nationalmannschaft scheiterte im Viertelfinale mit 1:2 nach Verlängerung am späteren Europameister Spanien. Seine Karriere endete somit nach 114 Länderspielen und 17 Toren.

## Titel
Kroos ist neben seinem langjährigen Mitspieler Thomas Müller mit 34 gewonnenen Titeln der erfolgreichste deutsche Fußballspieler. Er ist Rekordsieger der Champions League (neben Dani Carvajal, Francisco Gento, Luka Modrić und Nacho), des UEFA Super Cups (neben Paolo Maldini, Dani Carvajal und Luka Modrić) und der Klub-Weltmeisterschaft.

### Nationalmannschaft
- Weltmeister: 2014

### Vereine
International
- Champions-League-Sieger (6): 2013 (FC Bayern München), 2016, 2017, 2018, 2022, 2024 (alle Real Madrid)
- Klub-Weltmeister (6): 2013 (FC Bayern München), 2014, 2016, 2017, 2018, 2022 (alle Real Madrid)
- UEFA-Super-Cup-Sieger (5): 2013 (FC Bayern München), 2014, 2016, 2017, 2022 (alle Real Madrid)

Deutschland
(alle FC Bayern München)
- Meister (3): 2008, 2013, 2014
- Pokalsieger (3): 2008, 2013, 2014
- Supercupsieger: 2012

Spanien
(alle Real Madrid)
- Meister (4): 2017, 2020, 2022, 2024
- Pokalsieger: 2023
- Supercupsieger (4): 2017, 2020, 2022, 2024

## Auszeichnungen (Auswahl)
- Deutschlands Fußballer des Jahres: 2018, 2024
- Mann des Jahres im deutschen Fußball: 2016
- Weltspielmacher (IFFHS): 2014[48]
- FIFA FIFPro World XI: 2014, 2016, 2017
- UEFA Team of the Year: 2014, 2016, 2017
- Mitglied der VDV 11: 2009/10
- Top 11 und Dream Team der Weltmeisterschaft 2014
- All-Star-Team der Europameisterschaft 2016
- Man of the Match im Halbfinalspiel gegen Brasilien bei der Weltmeisterschaft 2014
- Tor des Monats: Juni 2018
- Fußballer des Monats: Dezember 2009, Januar 2010
- Fritz-Walter-Medaille: Gold 2008 (Bester U-18-Nachwuchsspieler)
- Goldener Ball bei der U-17-Weltmeisterschaft 2007 (Bester Spieler des Turniers)
- Deutschlands Mannschaft des Jahres: 2010, 2014 (als Mitglied der deutschen Nationalmannschaft) und 2013 (als Mitglied des FC Bayern München)
- Silbernes Lorbeerblatt: 2010, 2014 (als Mitglied der deutschen Nationalmannschaft)
- Nationalspieler des Jahres: 2014
- Einstufung als Weltklasse in der Rangliste des deutschen Fußballs: Sommer 2014, Winter 2014/15, Sommer 2016, Sommer 2017
- Goldene Henne: 2017 in der Kategorie Sport
- Nickelodeon Kids’ Choice Awards: 2021 in der Kategorie: Lieblings-Fußballer: Deutschland, Österreich, Schweiz[49]
- Sport-Bild-Award „Sonderpreis der Chefredaktion“ 2022[50]
- Verdienstorden des Landes Mecklenburg-Vorpommern: 2025[51]
- Bambi in der Kategorie Sport 2024[52]
- KiKA-Award: 2024 in der Kategorie Sport[53]

## Karrierestatistik
| Verein              | Liga             | Saison          | Liga   | Liga | Nat. Pokal | Nat. Pokal | Europapokal | Europapokal | Andere | Andere | Gesamt | Gesamt |
| Verein              | Liga             | Saison          | Spiele | Tore | Spiele     | Tore       | Spiele      | Tore        | Spiele | Tore   | Spiele | Tore   |
| ------------------- | ---------------- | --------------- | ------ | ---- | ---------- | ---------- | ----------- | ----------- | ------ | ------ | ------ | ------ |
| FC Bayern München   | Bundesliga       | 2007/08         | 12     | 0    | 2          | 0          | 6           | 1           | -      | -      | 20     | 1      |
| FC Bayern München   | Bundesliga       | 2008/09         | 7      | 0    | 1          | 1          | 1           | 0           | -      | -      | 9      | 1      |
| Gesamt              | Gesamt           | Gesamt          | 19     | 0    | 3          | 1          | 7           | 1           | -      | -      | 29     | 2      |
| Bayer 04 Leverkusen | Bundesliga       | 2008/09         | 10     | 1    | 3          | 0          | -           | -           | -      | -      | 13     | 1      |
| Bayer 04 Leverkusen | Bundesliga       | 2009/10         | 33     | 9    | 2          | 0          | -           | -           | -      | -      | 35     | 9      |
| Gesamt              | Gesamt           | Gesamt          | 43     | 10   | 5          | 0          | -           | -           | -      | -      | 48     | 10     |
| FC Bayern München   | Bundesliga       | 2010/11         | 27     | 1    | 3          | 1          | 7           | 1           | -      | -      | 37     | 3      |
| FC Bayern München   | Bundesliga       | 2011/12         | 31     | 4    | 6          | 1          | 14          | 2           | -      | -      | 51     | 7      |
| FC Bayern München   | Bundesliga       | 2012/13         | 23     | 6    | 3          | 0          | 9           | 3           | 1      | 0      | 36     | 9      |
| FC Bayern München   | Bundesliga       | 2013/14         | 29     | 2    | 6          | 1          | 12          | 1           | 4      | 0      | 51     | 4      |
| Gesamt              | Gesamt           | Gesamt          | 110    | 13   | 18         | 3          | 42          | 7           | 5      | 0      | 175    | 23     |
| Real Madrid         | Primera División | 2014/15         | 36     | 2    | 2          | 0          | 12          | 0           | 5      | 0      | 55     | 2      |
| Real Madrid         | Primera División | 2015/16         | 32     | 1    | -          | -          | 12          | 0           | -      | -      | 44     | 1      |
| Real Madrid         | Primera División | 2016/17         | 29     | 3    | 5          | 0          | 12          | 1           | 2      | 0      | 48     | 4      |
| Real Madrid         | Primera División | 2017/18         | 27     | 5    | -          | -          | 12          | 0           | 4      | 0      | 43     | 5      |
| Real Madrid         | Primera División | 2018/19         | 28     | 0    | 4          | 0          | 8           | 1           | 3      | 1      | 43     | 1      |
| Real Madrid         | Primera División | 2019/20         | 35     | 4    | 2          | 0          | 6           | 1           | 2      | 1      | 45     | 6      |
| Real Madrid         | Primera División | 2020/21         | 28     | 3    | 1          | 0          | 12          | 0           | 1      | 0      | 42     | 3      |
| Real Madrid         | Primera División | 2021/22         | 28     | 1    | 3          | 0          | 12          | 2           | 2      | 0      | 45     | 3      |
| Real Madrid         | Primera División | 2022/23         | 30     | 2    | 5          | 0          | 12          | 0           | 5      | 0      | 52     | 2      |
| Real Madrid         | Primera División | 2023/24         | 33     | 1    | 1          | 0          | 12          | 0           | 2      | 0      | 48     | 1      |
| Gesamt              | Gesamt           | Gesamt          | 306    | 22   | 23         | 0          | 110         | 5           | 26     | 2      | 465    | 28     |
| Karriere Gesamt     | Karriere Gesamt  | Karriere Gesamt | 478    | 45   | 49         | 4          | 159         | 13          | 31     | 2      | 717    | 63     |

Stand: Saisonende 2023/24

## Sonstiges

### Privates
Kroos ist seit dem 13. Juni 2015 mit seiner langjährigen Partnerin verheiratet. Das Paar hat drei Kinder (* 2013, 2016 und 2019).
Kroos ist Basketball-Fan und verfolgt die NBA.

### Fußballschuh
Kroos trug, anders als bei anderen Spielern üblich, während seiner Zeit bei Real Madrid immer denselben Fußballschuh der Marke Adidas. Dieser trug den Namen 11pro und wurde nach seinem Karriereende nach ihm benannt. Er trägt zukünftig den Namen TKpro.

### Investor
Im Oktober 2022 beteiligte sich Kroos an der Antidepressiva-Firma HMNC Brain Health, die unter anderem von Investor Carsten Maschmeyer mitgegründet wurde. Kroos gehören seit 2023 knapp 14 Prozent der Firmenanteile des Berliner Mietwagen-Startups Duke.

### Soziales Engagement
Am 13. Mai 2015 gründete Kroos die Toni Kroos Stiftung. Die Stiftung hat sich zum Ziel gesetzt, gesundheitlich stark beeinträchtigte Kinder und Jugendliche sowie deren Familien zu unterstützen. Zugunsten seiner Stiftung versteigerte er unter anderem sein WM-Trikot, das er im Finale getragen hat, über die Charity-Auktionsplattform United Charity für 31.099 Euro.

### Katar-Kritik
Toni Kroos äußerte sich Ende März 2021 in scharfer Form über die Vergabe der Weltmeisterschaft 2022 an Katar und kritisierte die Probleme wie mangelhafte Arbeitsbedingungen und Homophobie.

### Podcast
Am 15. Mai 2020 startete Kroos zusammen mit seinem Bruder Felix Kroos den Podcast Einfach mal Luppen, welcher anfangs jeden zweiten Mittwoch erschien, ab Dezember 2020 nun jeden Mittwoch via Web-Feed auf gängigen Streaming-Plattformen erscheint.

### Saudi-Arabien-Kritik
Kroos äußerte sich Anfang 2024 bei Sports Illustrated kritisch zu Wechseln von Topspielern nach Saudi-Arabien. Er könne nicht nachvollziehen, „wenn sich Spieler, die mitten in ihrer Karriere sind, die die Qualität haben, für Top-Klubs in Europa zu spielen, für solche Wechsel entscheiden. Am Ende ist es eine Entscheidung für das Geld – und gegen den Fußball.“

### Icon League
Nach seinem Karriereende gründete Kroos gemeinsam mit Influencer Elias Nerlich die Icon League, eine Hallenfußball-Liga im Kleinfeldformat. Die erste Saison startete am 1. September 2024 in Köln. Das Format kombiniert Ex-Profis und ambitionierte Amateurspieler in Teams, die von prominenten Persönlichkeiten aus der Fußball- und Unterhaltungsbranche geleitet werden. Durch spezielle Regeländerungen soll das Spiel dynamischer gestaltet werden. Die Spiele werden ausschließlich digital, unter anderem auf Twitch, übertragen.

## Film
- Kroos. Dokumentarfilm, 2019
- Kroos – Eine Familie und der Fußball, 2020